# Campeonato Mundial de Atletismo de 2005 - Salto em distância masculino
O salto em distância masculino no Campeonato Mundial de Atletismo de 2005 foi realizada no Estádio Olímpico, em Helsinque, na Finlândia, nos dias 12 e 13 de agosto de 2005.

## Recordes
Antes desta competição, os recordes mundiais e do campeonato nesta prova eram os seguintes:
| Tipo                  | Atleta      | Distância | Local  | Data                 |
| --------------------- | ----------- | --------- | ------ | -------------------- |
|                       | Mike Powell | 8.95      | Tóquio | 30 de agosto de 1991 |
| Recorde do campeonato | Mike Powell | 8.95      | Tóquio | 30 de agosto de 1991 |

## Medalhistas
| Ouro                  | Prata                  | Bronze            |
| Dwight Phillips (USA) | Ignisious Gaisah (GHA) | Tommi Evilä (FIN) |

## Calendário
Todos os horários estão no horário local (UTC+2)
| Data         | Horário | Fase         |
| ------------ | ------- | ------------ |
| 12 de agosto | 14:00   | Qualificação |
| 13 de agosto | 19:45   | Final        |

## Resultados

### Qualificação
Qualificação: 8.10 m (Q) ou as 12 melhores performances (q).
Grupo A
| Pos. | Atleta                 | Nacionalidade   | Tentativas | Tentativas | Tentativas | Marca | Notas |
| Pos. | Atleta                 | Nacionalidade   | 1          | 2          | 3          | Marca | Notas |
| ---- | ---------------------- | --------------- | ---------- | ---------- | ---------- | ----- | ----- |
| 1    | Godfrey Khotso Mokoena | África do Sul   | x          | 7,84       | 8.22       | 8.22  | Q     |
| 2    | Salim Sdiri            | França          | 8.18       | –          | –          | 8.18  | Q     |
| 3    | Vitaliy Shkurlatov     | Rússia          | 7,95       | 7.81       | 7.95       | 7.95  | q     |
| 4    | Christopher Tomlinson  | Grã-Bretanha    | 7.55       | 7.83       | 7.64       | 7.83  |       |
| 5    | Ibrahim Camejo         | Cuba            | 7.77       | 7.78       | 7.78       | 7.78  |       |
| 6    | Miguel Pate            | Estados Unidos  | 7.70       | 7.58       | 7.26       | 7.70  |       |
| 7    | Jonathan Chimier       | Ilhas Maurícias | x          | 7.65       | 6.90       | 7.65  |       |
| 8    | Povilas Mykolaitis     | Lituânia        | x          | 7.50       | 7.64       | 7.64  |       |
| 9    | Walter Davis           | Estados Unidos  | x          | x          | 7.42       | 7.42  |       |
| 10   | Yahya Berrabah         | Marrocos        | x          | 7,33       | x          | 7.33  |       |
| -    | Morten Jensen          | Dinamarca       | x          | x          | x          | NM    |       |
| -    | Leevan Sands           | Bahamas         | x          | x          | x          | NM    |       |
| -    | Jadel Gregório         | Brasil          |            |            |            | DNS   |       |

Grupo B
| Pos. | Atleta             | Nacionalidade  | Tentativas | Tentativas | Tentativas | Marca | Notas |
| Pos. | Atleta             | Nacionalidade  | 1          | 2          | 3          | Marca | Notas |
| ---- | ------------------ | -------------- | ---------- | ---------- | ---------- | ----- | ----- |
| 1    | Dwight Phillips    | Estados Unidos | 8.59       | –          | –          | 8.59  | Q     |
| 2    | Tommi Evilä        | Finlândia      | 8.18       | –          | –          | 8.18  | Q,    |
| 3    | James Beckford     | Jamaica        | x          | 8.13       | –          | 8.13  | Q     |
| 3    | Issam Nima         | Argélia        | x          | 8.13       | –          | 8.13  | Q,    |
| 5    | Ignisious Gaisah   | Gana           | 8.11       | –          | –          | 8.11  | Q     |
| 6    | Joan Lino Martínez | Espanha        | 8.10       | –          | –          | 8.10  | Q     |
| 7    | Irving Saladino    | Panamá         | 7,92       | 7.98       | 7.73       | 7.98  | q     |
| 8    | Povilas Mykolaitis | Ucrânia        | 7,79       | 7.97       | x          | 7.97  | q     |
| 9    | Nils Winter        | Alemanha       | 7.91       | 7.63       | 7.80       | 7.91  | q     |
| 10   | Brian Johnson      | Estados Unidos | x          | 7.12       | 7.91       | 7.91  |       |
| 11   | Shinichi Terano    | Japão          | x          | x          | 7.27       | 7.27  |       |
| 12   | Eroni Tuivanuavou  | Fiji           | 6.39       | 7.08       | 7.17       | 7.17  |       |
| -    | Iván Pedroso       | Cuba           | x          | x          | x          | NM    |       |
| -    | Bogdan Țăruș       | Roménia        | x          | x          | x          | NM    |       |

### Final
A final ocorreu dia 13 de agosto às 19:45.
| Pos.              | Atleta                 | Nacionalidade  | Tentativas | Tentativas | Tentativas | Tentativas | Tentativas | Tentativas | Marca | Notas                |
| Pos.              | Atleta                 | Nacionalidade  | 1          | 2          | 3          | 4          | 5          | 6          | Marca | Notas                |
| ----------------- | ---------------------- | -------------- | ---------- | ---------- | ---------- | ---------- | ---------- | ---------- | ----- | -------------------- |
| Medalha de ouro   | Dwight Phillips        | Estados Unidos | 8.60       | X          | X          | X          | X          | X          | 8.60  | Recorde da temporada |
| Medalha de prata  | Ignisious Gaisah       | Gana           | 7.76       | 8.11       | 8.34       | 8.17       | 8.05       | —          | 8.34  | Recorde nacional     |
| Medalha de bronze | Tommi Evilä            | Finlândia      | X          | X          | 8.16       | 8.12       | 8.25       | X          | 8.25  |                      |
| 4                 | Joan Lino Martínez     | Espanha        | 7.85       | 8.13       | 8.04       | 8.24       | X          | 7.98       | 8.24  |                      |
| 5                 | Salim Sdiri            | França         | 8.20       | 8.07       | 7.96       | 7.97       | X          | 8.21       | 8.21  |                      |
| 6                 | Irving Saladino        | Panamá         | 8.00       | 7.91       | 8.06       | 8.00       | 8.20       | 8.12       | 8.20  |                      |
| 7                 | Godfrey Khotso Mokoena | África do Sul  | 8.01       | 8.06       | 8.11       | 8.06       | 6.79       | X          | 8.11  |                      |
| 8                 | Volodymyr Zyuskov      | Ucrânia        | 7.56       | 8.06       | X          | 8.01       | X          | X          | 8.06  |                      |
|                   |                        |                |            |            |            |            |            |            |       |                      |
| 9                 | James Beckford         | Jamaica        | X          | 8.02       | 7.93       |            |            |            | 8.02  |                      |
| 10                | Vitaliy Shkurlatov     | Rússia         | X          | 7.88       | 7.66       |            |            |            | 7.88  |                      |
| 11                | Issam Nima             | Argélia        | 7.61       | 7.73       | 7.42       |            |            |            | 7.73  |                      |
| 12                | Nils Winter            | Alemanha       | X          | X          | 7.72       |            |            |            | 7.72  |                      |

Legenda
| Recorde mundial       | Recorde mundial (World record)               |                       | Recorde africano                      | Recorde africano (African) |                                           | Q | Classificado por posição (Qualified) |
| Recorde do campeonato | Recorde do campeonato (Championship record)  | Recorde da América    | Recorde da América (Americas)         | q                          | Classificado por melhor tempo (Qualified) |   |                                      |
| Melhor marca do ano   | Melhor marca do ano (World leading)          | Recorde asiático      | Recorde asiático (Asian)              | DNS                        | Não largou (Did not start)                |   |                                      |
| Recorde nacional      | Recorde nacional (National record)           | Recorde europeu       | Recorde europeu (European)            | DNF                        | Não terminou (Did not finish)             |   |                                      |
| Recorde pessoal       | Recorde pessoal do atleta (Personal best)    | Recorde da Oceania    | Recorde da Oceania (Oceania)          | DSQ / DQ                   | Desclassificado (Disqualified)            |   |                                      |
| Recorde da temporada  | Recorde da temporada do atleta (Season best) | Recorde sul-americano | Recorde sul-americano (South America) | NM                         | Sem marca (No mark)                       |   |                                      |